# A World of His Own
A World of His Own este episodul final al primului sezon al serialului american Zona crepusculară. A fost difuzat pe 1 iulie 1960 pe CBS.

## Prezentare

### Introducere
| “ | Locuința Dl. Gregory West, unul dintre cei mai cunoscuți dramaturgi ai Americii. Biroul domnului Gregory West. Dl. Gregory West - timid, discret și, în momentul de față, foarte fericit. Mary - caldă, tandră... Și ingredientul final: Doamna Gregory West. | ” |

### Intriga
Întoarsă din oraș, Victoria West (Phyllis Kirk⁠(d)) își surprinde soțul, dramaturgul Gregory West (Keenan Wynn), alături de o tânără atractivă pe nume Mary (Mary LaRoche⁠(d)). Domnul West distruge la repezeală o bandă de magnetofon, fapt care o nemulțumește pe Mary. Victoria intră în fugă în camera acestuia, însă fata este de negăsit. 
Victoria verifică încăperea dintr-un capăt în celălalt pentru a descoperi indicii despre prezența fetei, însă nu aduce momentan în discuție relația acestora. Când îl confruntă, domnul West recunoaște că nu era singur în cameră, dar îi explică soției sale că orice personaj pe care îl descrie cu ajutorul magnetofonului prinde viață. Dacă își dorește ca acesta să dispară, tot ce trebuie să facă este să distrugă înregistrarea. Victoria nu-l crede, este pregătită să intenteze divorț și să-l interneze într-un azil. Gregory îi demonstrează abilitatea, invocând-o pe Mary din nou și „distrugând-o”, dar nu înainte ca tânăra, plictisită de existența sa temporară, să-i ceară să nu mai fie creată. Îngrozită, Victoria încearcă să scape din casă, dar Gregory își folosește puterea pentru a crea un elefant care să-i împiedice ieșirea. Acesta și-a descoperit talentul când un personaj masculin pe care l-a creat a prins viață, i-a strâns mână și i-a mulțumit.
Nefiind convinsă de aceste afirmații, în ciuda elefantului care a împiedicat-o să părăsească locuința, Victoria îl numește nebun și-i spune că îl va interna. Ca răspuns, Gregory a scos o secțiune de bandă din seiful săi și îi explică soției sale că aceasta conține descrierea ei, dezvăluind că și ea este o una dintre creațiile sale. Aceasta refuză să-l creadă, îi smulge din mână banda și o aruncă pe foc în șemineu; la scurt timp după, aceasta simte că urmează să leșine. „Să nu-mi spui că vorbele tale sunt adevărate!? Ai avut dreptate!” strigă ea înainte să dispară. Panicat, Gregory merge la magnetofon și începe s-o descrie pe Victoria; totuși, acesta renunță la idee și o descrie pe doamna Mary West. Aceasta reapare și îi oferă soțului ei o băutură, aparent lipsit de orice amintire legată de existența sa anterioară.
În scena finală a episodului, Rod Serling își începe narațiunea, însă este întrerupt de către Gregory.

### Concluzie
Rod Serling apare pe platou și spune: „Sperăm că ți-a plăcut povestea romantică din această seară în Zona crepusculară. În același timp, vrem să realizați că a fost, desigur, pură ficțiune. În viața reală, o asemenea situație ridicolă nu ar putea niciodată -”. 
„Rod, nu trebuia!” îl întrerupe Gregory, care se îndreaptă spre seiful său și scoate o bandă cu titlul „Rod Serling”. „Adică, nu trebuia să spui că astfel de lucruri sunt ′nonsensuri′ sau ′ridicole!′” continuă acesta, în timp ce aruncă bandă în șemineu.
„Pai, așa stau lucrurile” spune Serling pe un ton resemnat înainte să dispară.
Cu toate acestea, în timp ce Gregory și Mary consumă împreună niște băuturi, vocea lui Serling apare în epilog:
| “ | Îl părăsim pe Dl. Gregory West - tot timid, discret, foarte fericit... și, din câte se vede, stăpânul Zonei crepusculare. | ” |